# Wilfried Schaumann
Wilfried Schaumann (* 26. Juli 1923 in Baden; † 9. Februar 1971 in Aitrang) war ein Schweizer Jurist.

## Leben
Wilfried Schaumann besuchte von 1930 bis 1938 die Primar- und Bezirksschule in Wettingen und Baden und von 1938 bis 1942 die Kantonsschule in Zürich. Er studierte Jura an der Universität Zürich, wo er 1948 zum Doctor iuris utriusque promovierte. 1950 bestand er die Zürcher Rechtsanwaltsprüfung. Ein Jahr später erwarb er an der Yale Law School den Titel eines Master of Laws. Von 1952 bis 1958 war er Assistent am Rechtswissenschaftlichen Seminar der Universität Zürich. 1955 erhielt er die venia legendi für Staatsrecht und Völkerrecht. 1961 folgte er dem Ruf an die Rechts- und Staatswissenschaftliche Fakultät der Universität Würzburg als ordentlicher Professor für öffentliches Recht insbesondere das Verwaltungsrecht und die allgemeine Verwaltungslehre. 1970 folgte er dem Ruf der Rechts-, Wirtschafts- und Sozialwissenschaftlichen Fakultät der Universität Fribourg als Professor für Staats- und Verwaltungsrecht. Er starb beim Eisenbahnunfall von Aitrang.

## Schriften (Auswahl)
- Die Landesplanung im schweizerischen, englischen und französischen Recht. Eine rechtsvergleichende und rechtspolitische Studie. Zürich 1950, OCLC 610164925.
- Die Gleichheit der Staaten. Ein Beitrag zu den Grundprinzipien des Völkerrechts. Wien 1957, OCLC 690443103.